# Mattia Aramu
Mattia Aramu (ur. 14 maja 1995 w Cirié) – włoski piłkarz występujący na pozycji pomocnika we włoskim klubie Venezia. Wychowanek Torino, w trakcie swojej kariery grał także w takich zespołach, jak Trapani, Livorno, Pro Vercelli, Virtus Entella oraz Robur Siena. Młodzieżowy reprezentant Włoch.